# بچه‌های بد آکادمی کرستویو
بچه‌های بد آکادمی کرستویو (به انگلیسی: Bad Kids of Crestview Academy) فیلمی محصول سال ۲۰۱۷ و به کارگردانی بن برودر است. در این فیلم بازیگرانی همچون سمی هنرتی، دریک بل، شان آستین، جینا گرشان، بن برودر، کامرون دین استوارت و سوفی بردشو ایفای نقش کرده‌اند.